# Гак і драбина
Гак і драбина (англ. Hook and Ladder) — американський вестерн режисера Едварда Седжвіка 1924 року.

## У ролях
- Мілдред Джун — Саллі Дреннан
- Філо МакКалло — Гас Геншав
- Френк Біл — капітан "Смокі Джо" Дреннан
- Хут Гібсон — Ейс Купер
- Едвардс Девіс — "Великий Том" O'Рурк